# The Black Tusk
The Black Tusk, in der Sprache der St'at'imcets (Lillooet) Q̓elqámtensa ti Skenknápa und in der Sprache der Sḵwx̱wú7mesh (Squamish) T'ákt'akmúten tl'a Ín7inyáx̱a7en, ist ein 2319 m hoher Schichtvulkan und eine Nadel aus Vulkangestein mit einer Schartenhöhe von 569 m. Er liegt im Garibaldi Provincial Park in der kanadischen Provinz British Columbia.

## Lage
Durch seine Höhe und Lage bedingt, ist die oberste Spitze des Black Tusk aus großer Entfernung aus allen Richtungen zu sehen. Besonders bemerkenswert ist er vom Sea-to-Sky Highway südlich von Whistler aus. Durch seine Einzigartigkeit gehört er zu den bekanntesten Bergen der Garibaldi Ranges in den Coast Mountains. Der Vulkan ist Teil des Garibaldi-Vulkangürtels, eines Abschnitts der kanadischen Kaskaden-Vulkane, liegt jedoch nicht innerhalb der geografischen Grenzen der Kaskadenkette.

## Indigene
Der Berg liegt auf der traditionellen Grenze zwischen den Völkern der Squamish und der Lil'wat. Den Squamish ist der Berg als T'ákt'akmúten tl'a Ín7inyáx̱a7en bekannt, was „Landeplatz des Donnervogels“ bedeutet und auf den übernatürlichen Ín7inyáx̱a7en oder Donnervogel anspielt. Die gezackte Form des Berges und seine schwarze Färbung sind der Legende nach Folge des Blitzes des Donnervogels. Dasselbe gilt für den Mount Cayley, einen nördlich gelegenen weiteren Schichtvulkan.

## Geologie
The Black Tusk ist nach übereinstimmender Meinung der Überrest eines erloschenen andesitischen Schichtvulkans, der vor 1,3-1,1 Millionen Jahren entstand. Der glazialen Zerschneidung folgend erzeugte neuerlicher Vulkanismus den Lavadom; der Gipfel wurde durch Lavafluss vor etwa 170.000 Jahren geformt. Laut Natural Resources Canada war The Black Tusk „möglicherweise ein Lava-Kanal innerhalb eines an Scoria reichen Vulkans. Die lockere Scoria erodierte, und zurück blieb der harte Kern aus Lava.“ Das Lavagestein an der Oberfläche ist locker und brüchig. Da es auch schwarz ist, gibt es dem Berg seinen Namen und verleiht ihm seinen Charakter. Der Cinder Cone, östlich des Black Tusk gelegen, erzeugte während des Spät-Pleistozäns und des Früh-Holozäns einen 9 km langen Lavastrom.
Der Berg ist heute Ausgangspunkt für zwei bedeutende Gletscher, die in große Kare in die Nordost- und die Nordwest-Flanke des breiten Kegels unterhalb der Nadelspitze eingegraben sind. Beide Gletscher beginnen in 2100 m Höhe und fließen nordwärts auf unter 1800 m Höhe herab. Die Gletscher sind dick mit Gesteinsschutt bedeckt, was auf die brüchige Struktur des Gesteins am Black Tusk zurückzuführen ist.
The Black Tusk gehört zu einer Kette von Vulkangipfeln, die vom südwestlichen British Columbia bis ins nördliche Kalifornien verläuft. Die Gipfel wurden in den vergangenen 35 Millionen Jahren geformt, als die Subduktion der Juan-de-Fuca-, der Gorda- und der Explorer-Platte unter die westlich gelegene Nordamerikanische Platte an der Cascadia-Subduktionszone begann.

## Tourismus
Die tiefer gelegenen Flanken des Black Tusk sowie sein südlicher Gipfel sind beliebte Ziele für Wanderer und Kraxler. Die meisten Wanderer kommen vom Campingplatz Taylor Meadows nahe dem Garibaldi Lake im Süden her. Es gibt allerdings auch eine zweite Route von Norden, die am Helm Lake vorbei führt.
Die obere Gipfelregion an der Spitze der Lavasäule kann nur durch Kraxeln durch einen kurzen, aber ausgeprägten felsigen Kamin bis zum Südgipfel erreicht werden. Der eigentliche Gipfel, nur einen Meter höher, liegt genau nördlich jenseits einer schroffen Verwerfung. Er wird selten erstiegen, da dies ein Abseilen über 10 m in eine Felskerbe und einen Wiederaufstieg über die brüchige Lava erfordert. An der Nordseite des Nordgipfels befindet sich eine isolierte und furchterregende Felsformation, die „Bishop's Mitre“ (dt.: Mitra des Bischofs) genannt wird und als unbestiegen gilt.

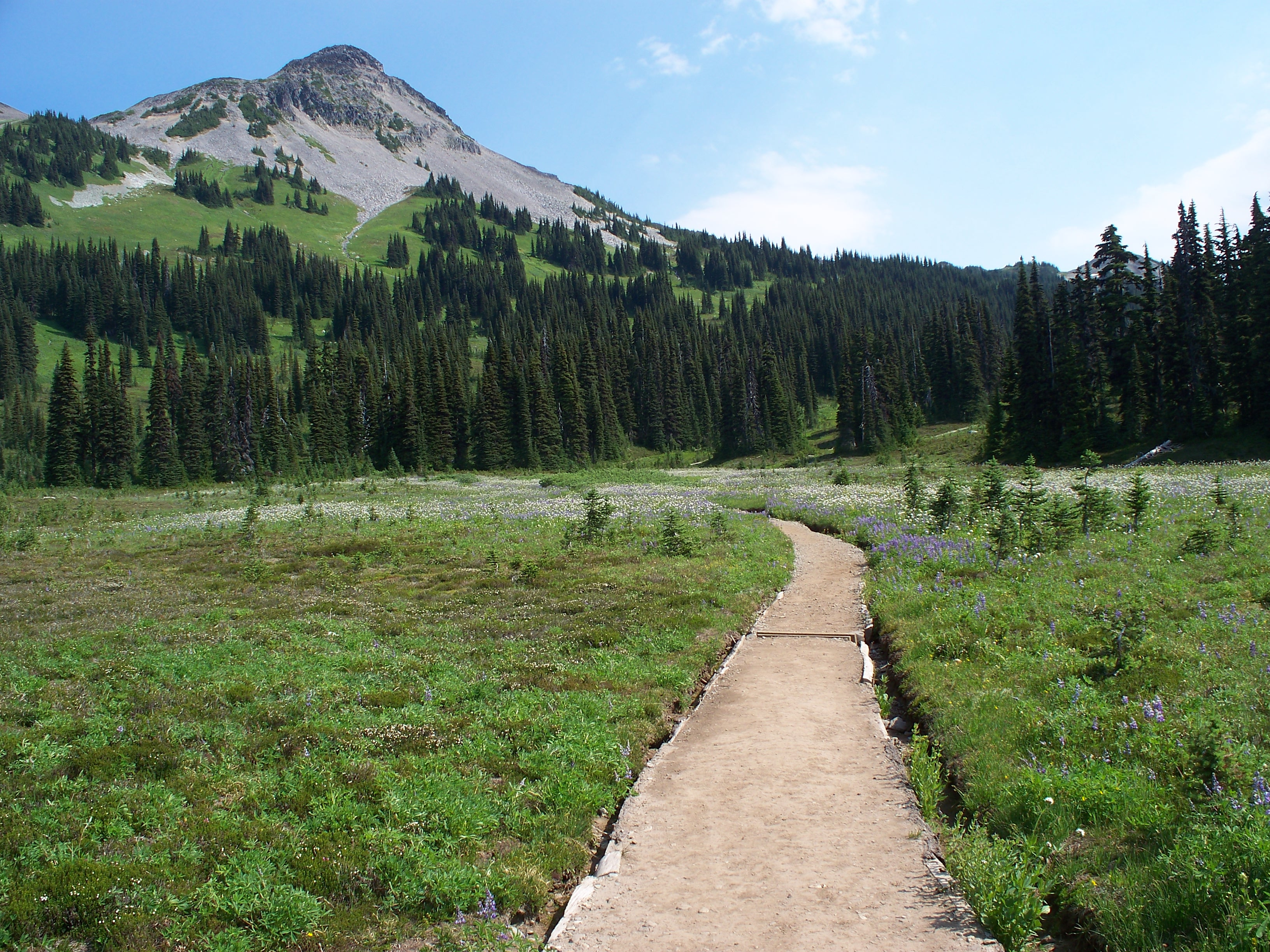
Teil des Wanderweges vom Garibaldi Lake zum Black Tusk.
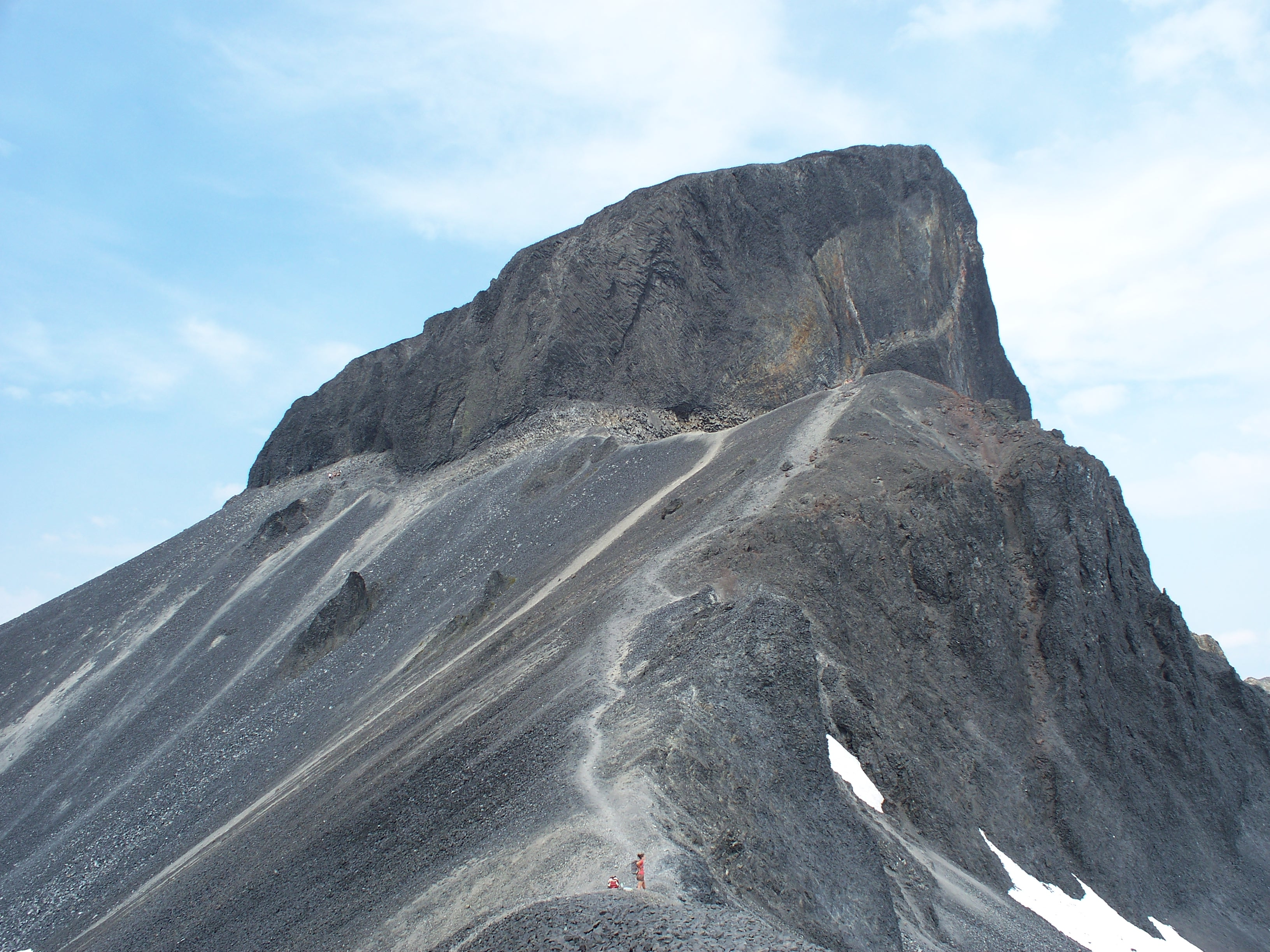
Nahaufnahme des Black Tusk.
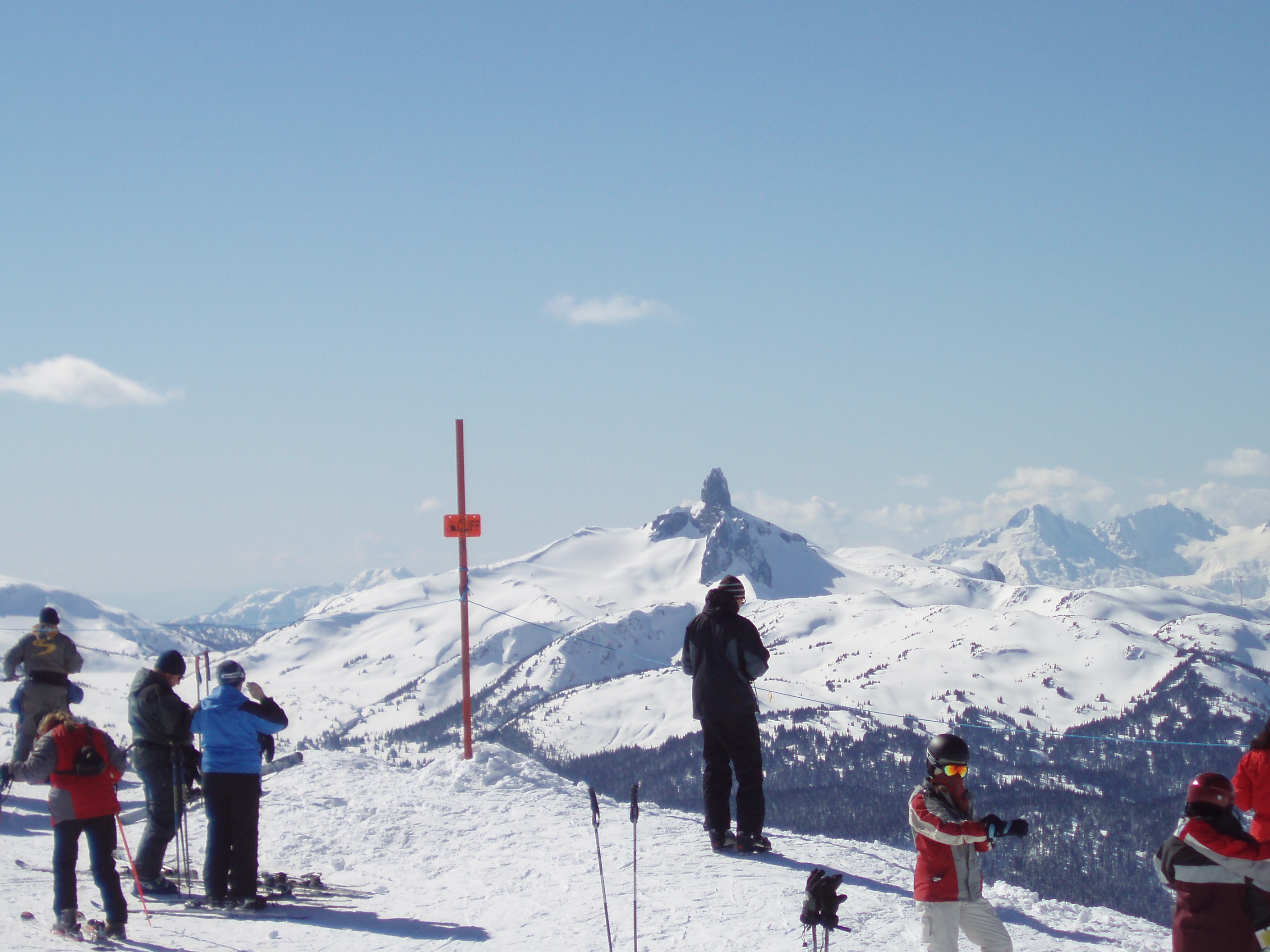
The Black Tusk von der Bergstation des Peak Express in Whistler-Blackcomb